# Шайна, Юзеф
Ю́зеф Ша́йна (пол. Józef Szajna, 13 марта 1922 — 24 июня 2008) — художник, дизайнер, режиссёр и профессор Академии изящных искусств в Варшаве.

## Биография
Родился 13 марта 1922 года в г. Жешув (Польша).
Во время немецкой оккупации во время Второй мировой войны был участником движения Сопротивления, действуя в Союзе вооружённой борьбы. Был арестован и доставлен в концлагерь Освенцим, затем в Бухенвальд.
Учился в Академии художеств в Варшаве, получил степень в иллюстрировании в 1952 году. С 1955—1966 он был одним из основателей, директором, художественным руководителем Народного театра в Кракове. В 1971 по 1972 год был директором театра «Классины», В 1972 году он был реорганизован в Варшавский Центр современного искусства «Студио», его он возглавлял до 1981. Является режиссёром-постановщиком многих театральных постановок на родине и за рубежом. Его работы были выставлены во многих польских городах и на многочисленных выставках по всему миру. Сотрудничал с театрами Англии, Голландии, Германии, Израиля, Египта, Турции, Португалии и Испании.
Был членом международной ассоциации художников, также он был членом Итальянской академии искусств и труда, президентом Европейской культурной ассоциации, почётным членом Международной ассоциации искусств Plastiques и членом Международного совета Освенцима. К 50-летию освобождения Освенцима координировал работу выставки, представлявшей дань памяти жертвам нацизма. В 1988—1990 годы член совета по защите памяти борьбы и мученичества.
Искусство Шайна по форме близко к авангарду.
Скончался 24 июня 2008 года в Варшаве, похоронен 30 июня на кладбище Старые Повонзки в Варшаве.

## Награды и премии
Он получил многочисленные медали и награды, в том числе Премии города Кракова и Варшавы, приз «А. Jurzykowski Foundation» (Фонд Jurzykowski) в Нью-Йорке.
Он был удостоен, в частности Командорского креста, Командорского креста со звездой и Большого креста (1997), орден Возрождения Польши и крест Узников фашистских концлагерей. Почётный гражданин Ополе.
Посмертно, 6 июля 2008 был награждён Янтарной звездой проминад.

## Список литературы
- Archives and art collection at the Auschwitz-Birkenau State Museum in Oświęcim.
- Bodek, Andrzej, ed. Reminiszenzen: ein Environment von Prof. Jósef Szajna: zum 50. Jahrestag der Befreiung von Auschwitz-Birkenau. Frankfurt am Main, 1995.
- Archives and art collection at the Buchenwald Memorial Museum, Weimar.
- Madeyski, Jerzy and Andrzej Zurowski. Józef Szajna: plastyka, teatr. Warsaw, 1992.
- Milton, Sybil and Janet Blatter. Art of the Holocaust. New York, 1981.
- Sybil Milton interviews and conversations with Józef Szajna at Warsaw 1980 and 1995,
- Auschwitz 1988, and Venice 1990.
- Oleksy, Krystyna, ed. Swiat Józefa Szajny. Oświęcim, 1995.
- Józef Szajna: Appell: Geschichtszeichen und Kunstwerk in der Dauerausstellung zur
- Geschichte des Konzentrationslagers Buchenwald. Weimar, 1995.
- Szajna, Józef. "Replika — Erinnerungen: Künstleriche Protest-Aktion gegen den Terror, " and "Gespräch zwischen Detlef Hoffmann und Józef Szajna, " in Detlef Hoffmann and Karl Ermert, eds. Kunst und Holocaust: Loccumer Protokolle, No. 14 (1990), 74-99.
- Березкин В. Польский театр художника: Кантор, Шайна, Мондзик. М.: Аграф, 2004. ISBN 5-7784-0298-X

## Работы
Volkhard Knigge и Ingrid Scheurmann Hgg.:. Юзеф Шайна. Искусство и театр. Фонд мемориальных комплексов и Миттельбау-Дора, Валленштейн, Геттинген 2002.